# 9 PM (Till I Come)
«9 PM (Till I Come)» es una canción del disc-jockey y productor alemán ATB, lanzada el 26 de octubre de 1998 e incluida en su álbum debut Movin' Melodies como el primer sencillo del mismo.
La canción fue escrita y producida por Tanneberger. Fue compuesta en un tono de la mayor con un tempo de 130 BPM, y contiene un sample de la voz de la modelo española Yolanda Rivera en una entrevista televisiva.
Barney Hoskyns, periodista de The Independent, citó la «excitación ronroneante» de la canción como un ejemplo de música trance que sublima la sexualidad. Sarah Anderson de NME, calificó a la canción como «el sonido aturdido de Ibiza cuando hace demasiado calor» y describió la voz de Rivera como «adecuadamente entrecortada».

## Lista de canciones
| Vinilo 12" (Europa) |                   |          |  |
| N.º                 | Título            | Duración |  |
| 1.                  | «9 PM» (9 PM Mix) | 6:07     |  |
| 2.                  | «9 PM» (Club Mix) | 5:25     |  |

| Vinilo 12" (Reino Unido) |                                                  |          |  |
| N.º                      | Título                                           | Duración |  |
| 1.                       | «9 PM (Till I Come)» (Sequential One 1999 Remix) | 6:24     |  |
| 2.                       | «9 PM (Till I Come)» (Signum Remix)              | 7:33     |  |
| 3.                       | «9 PM (Till I Come)» (Matt Darey Remix)          | 8:05     |  |

| Vinilo 12" (Italia) |                                                      |          |  |
| N.º                 | Título                                               | Duración |  |
| 1.                  | «9 PM (Till I Come)» (Sequential One Remix)          | 6:09     |  |
| 2.                  | «9 PM (Till I Come)» (Radio/Video Edit)              | 3:14     |  |
| 3.                  | «9 PM (Till I Come)» (Gary D's Northern Light Remix) | 7:29     |  |
| 4.                  | «9 PM» (9 PM Mix)                                    | 6:07     |  |

| Vinilo 12" (Estados Unidos) |                                                       |          |  |
| N.º                         | Título                                                | Duración |  |
| 1.                          | «9 PM (Till I Come)» (Club Mix)                       | 5:25     |  |
| 2.                          | «9 PM (Till I Come)» (9 PM Mix)                       | 6:07     |  |
| 3.                          | «9 PM (Till I Come)» (Sequential One Remix)           | 6:09     |  |
| 4.                          | «9 PM (Till I Come)» (Spacekid Remix)                 | 6:40     |  |
| 5.                          | «9 PM (Till I Come)» (Signum Remix)                   | 7:33     |  |
| 6.                          | «9 PM (Till I Come)» (Gary D's Northern Lights Remix) | 7:29     |  |

## Posicionamiento en listas

### Semanales
| Lista (1998-1999)                                  | Mejor posición |
| -------------------------------------------------- | -------------- |
| Australia (ARIA)                                   | 10             |
| Bélgica (Flandes) (Ultratip Bubbling Under)        | 5              |
| Canadá (Nielsen SoundScan)                         | 11             |
| Dinamarca (IFPI)                                   | 3              |
| Unión Europea (Eurochart Hot 100)                  | 9              |
| Alemania (Offizielle Deutsche Charts)              | 14             |
| Grecia (IFPI)                                      | 2              |
| Islandia (Íslenski Listinn Topp 40)                | 20             |
| Irlanda (IRMA)                                     | 1              |
| Italia (Musica e dischi)                           | 3              |
| Países Bajos (Dutch Top 40)                        | 11             |
| Países Bajos (Mega Single Top 100)                 | 12             |
| Nueva Zelanda (Recorded Music NZ)                  | 11             |
| Noruega (VG-lista)                                 | 3              |
| Escocia (Scottish Singles Sales Chart)             | 1              |
| Suecia (Sverigetopplistan)                         | 31             |
| Suiza (Schweizer Hitparade)                        | 21             |
| Reino Unido (UK Singles Chart)                     | 1              |
| Reino Unido (UK Dance Chart)                       | 1              |
| Estados Unidos (Hot Dance Club Songs)              | 7              |
| Estados Unidos Hot Dance Singles Sales (Billboard) | 11             |

| Lista (2020-2021)                | Mejor posición |
| -------------------------------- | -------------- |
| Hungría (Single Top 40)          | 30             |
| Polonia (Polish Airplay Top 100) | 93             |

### Fin de año
| Lista (1999)                      | Posición |
| --------------------------------- | -------- |
| Australia (ARIA)                  | 38       |
| Canadá Dance/Urban (RPM)          | 19       |
| Unión Europea (Eurochart Hot 100) | 72       |
| Países Bajos (Dutch Top 40)       | 83       |
| Países Bajos (Single Top 100)     | 86       |
| Nueva Zelanda (Recorded Music NZ) | 49       |
| Rumania (Romanian Top 100)        | 23       |
| UK Singles (OCC)                  | 5        |

## Certificaciones
| País        | Certificación | Ventas  |
| ----------- | ------------- | ------- |
| Australia   | Platino       | 70 000  |
| Noruega     | Oro           |         |
| Suecia      | Platino       | 30 000  |
| Reino Unido | Platino       | 890 000 |

## Historial de lanzamientos
| País          | Fecha                 | Formato         | Discográfica      |
| ------------- | --------------------- | --------------- | ----------------- |
| Unión Europea | 22 de octubre de 1998 | CD              | Kontor            |
| Reino Unido   | 21 de junio de 1999   | 12", CD, casete | Sound of Ministry |
| Fuente:       |                       |                 |                   |